# Yambaó
Yambaó es una película musical mexicana-cubana de 1957 dirigida por Alfredo B. Crevenna y protagonizada por Ninón Sevilla y Ramón Gay.

## Argumento
La historia se desarrolla en Cuba en 1850, cuando aún los negros eran esclavos en los cañaverales. En uno de estos, el capitán Jorge (Ramón Gay) y su esposa Beatriz (Rosa Elena Durgel) viven felices en la casa mayor: esperan un hijo y sus esclavos viven tranquilos y en paz con ellos. Pero una noche de luna llena, el sonido de los tambores anuncia el regreso de Yambaó (Ninón Sevilla), nieta de la santera Caridad (Fedora Capdevila), quien murió aparentemente asesinada 15 años atrás, luego de ser desterrada por el antiguo propietario de la hacienda. El hacendado tomó la decisión a causa de las prácticas mágicas de Caridad y a la adversidad que trajo a la plantación, según los mismos negros. Yambaó creció en libertad y su regreso coincide con un nuevo brote de vómito negro, plaga que no había surgido en la plantación en décadas, y que todos atribuyen a su llegada. Yambaó en realidad no es mala, pero Caridad, quien no ha muerto y se refugia en una cueva, le ha llenado el corazón de odio y sed de venganza. Jorge se mantiene al margen de la práctica de la religión yoruba de sus esclavos, pero interviene cuando descubre que quieren matar a Yambaó. Jorge la salva, ella le jura gratitud eterna y empieza a enamorarse del patrón. Caridad entonces utilizará este sentimiento para destruirlo y consumar su venganza. A la vez, la obsesionada Yambaó realiza un "amarre" de santería para tener a Jorge a sus pies. Su embrujo coincide con el contagio de Jorge de la epidemia. El médico no da esperanzas para que se salve, pero Yambaó se ofrece a curarlo en gratitud por haberla salvado. El contacto que mantiene con Jorge durante los días que lo cuida, arraiga el sentimiento que siente por él. Cuando Jorge se recupera, la fuerza del amarre lo impulsa a desear a Yambaó y, durante varias semanas, da rienda suelta a su pasión por la mulata, olvidándose de su esposa, su plantación y sus deberes. Sin embargo, cuando se le informa que Beatriz está a punto de dar a luz, Jorge va a su lado y, al conocer a su recién nacido hijo, permanece con su familia. Dolida, Yambaó busca venganza y, aconsejada por Caridad, decide matar a la esposa e hijo de Jorge. Cuando está a punto de consumar el crimen, Caridad es descubierta por el capataz de la plantación, quien la última. Yambaó huye horrorizada, prometiendo no volver a causar ningún daño. Cuando Caridad es objeto de un funeral con ritos santeros, su espíritu se apodera del cuerpo de Yambaó, impulsándola a un precipicio, desde el cual se lanza la mulata, terminando con su vida.

## Reparto
- Ninón Sevilla ... Yambaó
- Ramón Gay ... Jorge
- Rosa Elena Durgel ... Beatriz
- Fedora Capdevila ... Caridad
- Olga Guillot ... Esclava cantante
- Xiomara Alfaro ... Cantante del funeral
- Celina Reynoso ... Nana Yeya
- Paulina Álvarez
- Merceditas Valdés
- Martha Jean-Claude

## Comentarios
Yambaó fue una coproducción entre México y Cuba, con participación norteamericana, realizada por el director mexicano de origen alemán Alfredo B. Crevenna (1914-1996). Filmada en su totalidad en Cuba, el papel de Yambaó fue interpretado por la actriz y bailarina cubana Ninón Sevilla, quien tuvo una larga carrera en los musicales mexicanos de las décadas de 1940 y 50. Los actores mexicanos Ramón Gay y Rosa Elena Durgel interpretaron los personajes de Jorge y Beatriz, sumándose al elenco un amplio reparto cubano,  incluyendo varias cantantes como Celina Reynoso como la nana Yeya, Olga Guillot como una lavandera que canta a dúo con Yambaó en el río, Xiomara Alfaro como la cantante del rito funeral, la popular "reina del danzonete" Paulina Álvarez, Merceditas Valdés y la haitiana Martha Jean Claude. Yambaó fue la primera película en color de Sevilla; se filmó simultáneamente en inglés y, con una pista doblada a esta lengua, se estrenó en Estados Unidos bajo el título Cry of the Bewitched. Al igual que en Mulata (1954), también con Ninón Sevilla a la cabeza del reparto, se hizo alusión directa a la cultura afro-cubana, particularmenete a rituales religiosos de santería. Llama la atención la mayoría de actores de origen africano en el elenco, un caso insólito en el cine de México. Aunque se cree que Ninón Sevilla hizo el desnudo de la mulata Yambaó en un río, en realidad se utilizó una doble de cuerpo que aparece sustituyéndola en las tomas más reveladoras.